# 聖馬科斯省
聖馬科斯省 （Departamento de San Marcos）是瓜地馬拉西南部的一個省，西界墨西哥，南臨太平洋。全國最高峰塔胡穆爾科火山位於本省。
面積3,791平方公里，2003年人口794,951人。首府聖馬科斯。
1866年5月8日設省。下分廿八個自治市。
1. ↑  Citypopulation.de Population of departments in Guatemala